# Былов, Владимир Николаевич
Владимир Николаевич Былов (14 марта 1918 — 15 апреля 1996) — советский учёный в области селекции и семеноводства цветочных и декоративных культур, член-корреспондент ВАСХНИЛ (1982).

## Биография
Родился 14 марта 1918 года в Москве в семье служащих: отец был врачом, мать работала учительницей.
В 1941 году окончил агрономический факультет Московской сельскохозяйственной академии им. К. А. Тимирязева.
В 1941—1946 служил в РККА, участник Великой Отечественной войны, после окончания артиллерийского училища воевал на Юго-Западном, Воронежском, 3-м и 4-м Украинских, Карельском, 2-м Украинском фронтах, имел ранение.

Победу встретил в Австрии, в должности начальника артиллерийского снабжения 215-го гвардейского пушечного артиллерийского полка.

После войны служил в группе советских войск в Румынии, затем — на территории Грузинской ССР. Продолжению военной карьеры предпочёл научную деятельность и в 1947 году вышел в отставку в звании гвардии капитана.
В 1947—1951 годах — аспирант зонального НИИ зернового хозяйства Нечернозёмной полосы (ст. Немчиновка Московской области), ученик академика Н.В. Цицина.
В 1951—1952 годах — научный сотрудник Монгольской сельскохозяйственной экспедиции Академии наук СССР.
В 1952—1956 годах — учёный секретарь, в 1956—1989 годах — заведующий отделом цветоводства Главного ботанического сада АН СССР.
Доктор биологических наук (1977), член-корреспондент ВАСХНИЛ (1982).
Автор новой системы сортооценки декоративных растений по комплексу декоративных и хозяйственно-биологических признаков, современной технологии выгонки луковичных растений (тюльпанов, гиацинтов, нарциссов), в 2-3 раза повышающей выход срезанных цветов.
Создал крупнейшие коллекции декоративных растений (около 8 тысяч наименований).
Скоропостижно умер 15 апреля 1996 года.

## Награды
- орден Красной Звезды — трижды (1943, февр. 1945, апр. 1945)
- орден «Знак Почёта» (1975)
- орден Отечественной войны I степени (1985)
- медали СССР (в том числе «За взятие Будапешта», «За взятие Вены», «За победу над Германией»)
- 2 золотые и 4 серебряные медали ВДНХ